# 홀리 스모크 (영화)
홀리 스모크(Holy Smoke)는 미국에서 제작된 제인 캠피온 감독의 1999년 드라마, 코미디 영화이다. 케이트 윈슬렛 등이 주연으로 출연하였고 잔 채프먼 등이 제작에 참여하였다.

## 출연

### 주연
- 케이트 윈슬렛
- 하비 케이틀
- 팜 그리어

### 조연
- 줄리 해밀턴
- 소피 리
- 댄 와일리
- 폴 고다드

## 제작진
- 라인프로듀서: 캐서린 비숍
- 협력프로듀서: 마크 턴벌
- 미술: 자넷 패터슨
- 의상: 자넷 패터슨
- 배역: 케리 바든
- 배역: 앨리슨 바렛
- 배역: 빌리 홉킨스
- 배역: 수잔느 스미스

## 같이 보기
- 오스트레일리아 영화